# Gaboltov
Gaboltov és un poble i municipi d'Eslovàquia. Es troba a la regió de Prešov, al nord del país.

## Història
La primera referència escrita de la vila data del 1247.

## Demografia
| Godina             | 1994 | 2004    | 2014   | 2024   |
| ------------------ | ---- | ------- | ------ | ------ |
| Nombre de persones | 465  | 520     | 510    | 528    |
| Diferència         |      | +11,82% | −1,92% | +3,52% |

| Godina             | 2023 | 2024   |
| ------------------ | ---- | ------ |
| Nombre de persones | 523  | 528    |
| Diferència         |      | +0,95% |